# Вільям Діка (стрибун у воду)
Вільям Діка (англ. William Dickey, 20 жовтня 1874 — 13 травня 1944) — американський стрибун у воду.
Олімпійський чемпіон 1904 року.